# Searsmont
Searsmont è un comune degli Stati Uniti d'America, situato nello stato del Maine, nella contea di Waldo.